# Social bookmarking
Social bookmarking je metoda pro uživatele internetu na ukládání, organizování, vyhledávání a správu záložek (bookmark) webových stránek na internetu.
V social bookmarkingovém systému uživatelé ukládají linky na webové stránky, které si chtějí zapamatovat nebo sdílet s ostatními uživateli. Tyto záložky jsou obvykle veřejné, ale mohou být uložené jako privátní, či sdílené jen se specifikovanými uživateli nebo jejich skupinami, sdílené je v rámci určité sociální sítě, nebo jinou kombinací veřejných a privátních domén. Povolení uživatelé také obyčejně mohou tyto záložky prohlížet chronologicky, po kategoriích nebo značkách (tag) nebo přes vyhledávač. Většina služeb typu social bookmarking nabádá uživatele, aby organizovali svoje záložky pomocí tagů namísto tradičních adresářů v stromové (hierarchické) struktuře. Některé social bookmarkingové služby umožňují vykreslit tzv. „bookmark tag cloud“, tedy jakýsi oblak tagů, které obsahují nejčastější uložené nebo zobrazené záložky.
Mnoho social bookmarkingových služeb poskytuje RSS kanály pro seznamy záložek, které zahrnují i seznam organizovaný podle jednotlivých tagů. Toto umožňuje uživatelům přihlášeným na odběr RSS získat okamžité změny v uložených, sdílených a otagovaných záložkách od jiných uživatelů. Postupem s nárůstem zájmu o tyto služby poskytovatelé přidali další možnosti jako např. ratingy a komentáře k jednotlivým záložkám, import a export záložek z prohlížeče, odesílání záložek e-mailem a jiné.

## Historie
Sdílení online záložek začalo v roce 1996 spuštěním itList.com. V průběhu třech let začaly social bookmarky konkurovat společnostem jako Backflip, Blink, Clip2, Hotlinks a jiným, které vstupovaly na trh. To však dlouho nevydrželo a zkrachovaly. Později v roce 2003 del.icio.us propagující tagging zpeněžil termín „social bookmarking“. V roce 2006 Ma.gnolia a Diig také vstoupily do tohoto oboru. V roce 2007 IBM oznámila, že plánuje vstoupit na trh se sociálním softwarem a webové stránky BBC dodaly odkazy sociálních záložek pro svoje zprávy a sportovní články po vzoru jiných zpravodajských webových stránek.

## Výhody
Klasifikace internetových zdrojů na základě tagů je vykonávaná lidmi, kteří dokáží pochopit obsah zdroje, na rozdíl od strojů (webových robotů), kteří se snaží „pochopit“ význam zdroje algoritmicky. Social bookmarkingový systém dokáže ohodnotit zdroj na základě počtu uložených záložek, což může být mnohem užitečnějším ukazatelem pro konečného uživatele, než systém, který hodnotí zdroje na základě počtu externích linků, které směřují na tento zdroj.

## Nevýhody
Z určitého pohledu je vyhledávání dat při použití tagů obtížné. Už jen z toho důvodu, že člověk, který přiděluje tagy, je tvor omylný – mohou vznikat tagy obsahující chyby v hláskování, tagy, které mají více významů, nejasné tagy (synonyma/antonyma). Při tagování záložek neexistuje mechanismus, který by dokázal zabezpečit hierarchickou strukturu vztahů mezi jednotlivými tagy. Social bookmarking je náchylný na podezření z korupce a dohody (posouvání jednotlivých stránek výše v žebříčku hodnocení) – čím častěji je stránka otagovaná, tím častěji se nachází ve výsledcích vyhledávání a je „viditelnějších“ na webu.

## Příklady
- reddit.com
- linkuj.cz
- vybrali.sme.sk
- del.icio.us
- digg
- facebook
- myfave.link